# Palos Heights
Palos Heights – miasto w Stanach Zjednoczonych, w stanie Illinois, w hrabstwie Cook.

## Demografia
Zgodnie ze stanem na 2010, w mieście zamieszkuje 12 068 osób. W 2023 liczba mieszkańców spadła do 11 515 osób, a gęstość zaludnienia poniżej 1152 osób/km².